# É
É er et E med accent aigu eller en trykstreg, afhængigt af sproget (eks. fransk: accent aigu, spansk: trykstreg). É'et bruges i mange forskellige sammenhænge på dansk fx:
- én, til at slå fast at det er et antal man refererer til (tidligere brugtes også dobbeltvokal til dette: een)
- fremmedord